# Mariam Coulibaly
Mariam Alou Coulibaly (Bamako, 7 ottobre 1997) è una cestista maliana.
È la sorella di Naîgnouma Coulibaly.

## Carriera
Con il Mali ha disputato tre edizioni dei Campionati africani (2017, 2019, 2021).